# سد گراس‌ریج
سد گراس‌ریج (به لاتین: Grassridge Dam) یک سد در آفریقای جنوبی است که در کیپ شرقی،هوفمیر واقع شده‌ است.